# Norma Alicia Bustamante Martínez
Norma Alicia Bustamante Martínez (Mexicali, Baja California; 12 de agosto de 1947) es una comunicadora, escritora, actriz, empresaria y política mexicana. Es presidenta municipal de Mexicali, puesto en que se desempeña desde el 1 de octubre de 2021.

## Biografía
Es licenciada en Literatura y Lingüística con diplomado en periodismo, cuenta además con formación de maestra en educación preescolar y educación primaria. Es la primera mujer en el estado de Baja California en emprender en la industria librera, fundando en 1977 la Librería Universitaria que posteriormente se convirtió en la cadena estatal de librerías Castañeda Libros (hoy Tierra cálida).
Ha sido pionera en el fomento de la cultura en Baja California. Participó en cortometrajes y largometrajes exhibidos en festivales internacionales de cine. Recibió el premio a Mejor Actriz de teatro en Nicaragua.
Antes de su periodo presidencial fungió como directora del Instituto Municipal de Arte y Cultura del 23 Ayuntamiento de Mexicali. En otras administraciones fue directora de Comunicación Social en el XVIII Ayuntamiento de Mexicali, así como directora del Centro Estatal de las Artes del Instituto de Cultura de Baja California.

## Obra
- Luces y sombras de una mujer enamorada, 2015[6]
- Sentarme frente al sol, 2015

## Reconocimientos
- Trayectoria periodística del Club Primera Plana, 2005
- Premio Peritus de Poesía
- Reconocimiento del Ayuntamiento como Mujer que ha hecho Historia, 2013
- Premio a la trayectoria periodística por el Senado de la República, 2017